# Sphenoptera chappuisi
Sphenoptera chappuisi es una especie de escarabajo del género Sphenoptera, familia Buprestidae. Fue descrita científicamente por Théry en 1939.

## Distribución
Habita en la región afrotropical.